# 后港体育场
后港体育场（英語：Hougang Stadium）是新加坡的一所综合性体育场，球场位于新加坡后港地区，最多可以同时容纳3,400名观众，球场每天早晨对大众开放晨练和慢跑活动，球场目前是新加坡职业足球联赛球队盛港榜鹅队的主场。

## 类型
- 足球场 - 一个
- 塑胶跑道(8跑道) - 一条
- 综合田径设施 - 不完全

## 座位容量
- 固定靠背座位 - 1,500
- 半固定靠背座位 - 1,000

1°22′09″N 103°53′10″E / 1.369111°N 103.886236°E